# Juan Gabriel con el Mariachi América
Juan Gabriel con el Mariachi de América es el decimoquinto álbum de estudio del cantautor mexicano Juan Gabriel, lanzado al mercado por Ariola Records el 27 de agosto de 1980. En el álbum aparece junto con la banda de Mariachi de América de Jesús Rodríguez de Hijar. la canción “Inocente, Pobre Amigo” vuelve a sonar muy fuerte en la radio, los sencillos del cantautor, de sus diferentes discos se colocaban en el primer lugar de popularidad. Graba aquí el tema “La diferencia” uno de sus temas más grabados, en aquel entonces el compositor brasileño Nelson Ned al escuchar el tema comenta: “es la canción más bella que jamás se haya escrito” (de hecho, años más tarde la graba acompañado de una orquesta sinfónica).
El disco se va por la línea de las baladas rancheras, en este disco Juan Gabriel utiliza sintetizadores acompañando al mariachi, así como instrumentos jamás usados en temas rancheros: saxofón, oboes, entre otros.
Juan Gabriel graba el tema “Tú siempre serás mi amor” que unos meses antes había lanzado Natalia Baeza, de esa manera Juan Gabriel iba rescatando y retomando canciones de sus intérpretes.

## Lista de canciones
| N.º | Título                                        | Escritor(es) | Duración |  |
| 1.  | «Inocente Pobre Amigo»                        | Juan Gabriel | 4:05     |  |
| 2.  | «Lo Que Quiero»                               | Juan Gabriel | 2:48     |  |
| 3.  | «Ahora Me Dejas»                              | Juan Gabriel | 3:43     |  |
| 4.  | «Hoy Que Tu Ya No Estás»                      | Juan Gabriel | 2:00     |  |
| 5.  | «Lo Sé, Mañana Lloraré»                       | Juan Gabriel | 4:05     |  |
| 6.  | «Una Aventura»                                | Juan Gabriel | 3:03     |  |
| 7.  | «La Diferencia»                               | Juan Gabriel | 3:20     |  |
| 8.  | «Por Mi Orgullo»                              | Juan Gabriel | 2:17     |  |
| 9.  | «Veinte Años»                                 | Juan Gabriel | 2:36     |  |
| 10. | «Tu Siempre Serás Mi Amor (Amor Inolvidable)» | Juan Gabriel | 3:46     |  |